# Spergula battandieri
Spergula battandieri är en nejlikväxtart som beskrevs av E. Dur. och Barratte. Spergula battandieri ingår i släktet spärglar, och familjen nejlikväxter. Inga underarter finns listade i Catalogue of Life.